# Butana

Mapa de la región de Butana

Butana (árabe البطانة) es una región esteparia al este del Nilo en Sudán. Está limitada por la corriente principal del Nilo en el norte,  Atbara en el este, Nilo Azul en el oeste y Etiopía en el sur. La región era conocida como la Isla de Meroe cuando formaba parte del Reino de Kush de Meroe. La Butana contiene los antiguos sitios de Meroe, Naqa, Massawarat es-Sufra y formaba parte del Sultanato de Sennar.
Hasta el cambio de época la región de Butana era un paisaje de sabana parcialmente arbolado, había cría de ganado con abrevaderos de puntos tradicionales de captación de agua (Hafir) y agricultura de regadío. Hoy en día la zona está formada por arbustos de acacia y parcialmente desértica. Sólo puede ser utilizada por los nómadas durante la temporada de lluvias en los meses de verano como pasto para los camellos. La mayor parte de la lluvia cae entre julio y septiembre. La precipitación anual media es de 100 mm en el norte de la región, y se eleva a 400 mm más al sur.